# Jacques Fouques-Duparc
Pour les articles homonymes, voir Duparc.
Pour les autres membres de la famille, voir Fouques Duparc.
Jacques Fouques Duparc, né le 4 mars 1897 à Paris où il est mort le 2 août 1966, est un diplomate français,.

## Biographie
Jacques Fouques Duparc naît le 4 mars 1897 à Paris, fils d'Albert Fouques Duparc, diplomate,. Il étudie au Lycée Condorcet puis entre à l'Institut d'études politiques (IEP) de Paris. Jacques Fouques Duparc est licencié en littérature et docteur en droit. Il est soldat pendant la Première Guerre mondiale, et reçoit la Croix de guerre,. Quelques années après la guerre, Jacques Fouques Duparc commence une carrière de diplomate et de haut fonctionnaire au Ministère des affaires étrangères. De 1921 à 1924 puis de 1926 à 1932, il fait partie de la délégation française à la nouvelle Société des Nations à Genève, puis il est troisième secrétaire d'ambassade à Berlin de 1924 à 1926. En 1932 il revient en France et travaille au Ministère des Affaires étrangères, comme chef de cabinet de 1936 à 1938 du Ministre Yvon Delbos . Il part à Madrid comme conseiller d'ambassade, où il dirige des transmissions de la radio française en langues étrangères. Son hostilité au régime de Vichy lui vaut d'être démis de ses fonctions en 1940, période où Jacques Fouques Duparc se joint à la Résistance française.
Après la libération, Jacques Fouques Duparc travaille de nouveau au Ministère des affaires étrangères en tant que ministre plénipotentiaire, il représente la France à la Conférence de San Francisco dont naîtront les Nations unies. Il est nommé chef de cabinet de Léon Blum, Président du gouvernement provisoire puis Ministre des affaires étrangères. En 1947, Jacques Fouques Duparc est nommé ambassadeur de France en Italie, poste qu'il occupe jusqu'en 1957. À ce titre, il participe aux négociations qui mirent en place le Marché commun en 1953.
Jacques Fouques Duparc termine sa carrière en France au ministère des affaires étrangères. Il est membre du Conseil des prises en 1961 puis préside la Commission centrale pour la navigation du Rhin.

## Ouvrages
- La protection des minorités de race, de langue et de religion : Étude de droit des gens, Dalloz, 1922.
- Le Troisième Richelieu. Libérateur du territoire en 1815, Lyon, Lardanchet, 1940
- L'école d'un homme d'État. Le Duc de Richelieu et la Révolution, était en préparation en 1940